# Mikhaïl Terentiev
Mikhaïl Borissovitch Terentiev (en russe Михаил Борисович Терентьев), né le 14 mai 1970 à Krasnoïarsk (Union soviétique), est un athlète, fondeur handisport et homme politique russe.

## Carrière sportive
Les résultats aux Jeux paralympiques de Mikhaïl Terentiev sont les suivants :
- Ski nordique aux Jeux paralympiques d'hiver de 1994 à Lillehammer :
  - 12e au ski de fond 5 km
  - 8e au ski de fond 7,5 km
  - 9e au ski de fond 10 km
  - 9e au ski de fond 15 km
  - 9e au ski de fond relais 3x2,5 km
- Ski nordique aux Jeux paralympiques d'hiver de 1998 à Nagano :
  - 4e au ski de fond 5 km
  -  Médaille de bronze au ski de fond 7,5 km
  -  Médaille d'argent au ski de fond 10 km
  -  Médaille d'argent au ski de fond 15 km
  - 4e au ski de fond relais 3x2,5 km
- Athlétisme aux Jeux paralympiques d'été de 2000 à Sydney :
  - 5e au 100 m
  - 5e au 200 m
  - éliminé aux séries au 400 m
  - éliminé aux séries au 800 m
  - éliminé aux séries au 5 000 m
  - éliminé aux séries au relais 4x100 m
  - disqualifié aux séries au 4x400 m
  - 33e au marathon
- Ski nordique aux Jeux paralympiques d'hiver de 2002 à Salt Lake City :
  -  Médaille d'argent au ski de fond 5 km
  - 13e au ski de fond 7,5 km
*  Médaille d'or au ski de fond 10 km
  -  Médaille d'argent au ski de fond 15 km
- Athlétisme aux Jeux paralympiques d'été de 2004 à Athènes :
  - 5e au 200 m
  - 5e au 400 m
- Ski nordique aux Jeux paralympiques d'hiver de 2006 à Turin :
  - 14e au ski de fond 5 km
  - 8e au ski de fond 7,5 km
  - 8e au ski de fond 10 km
  -  Médaille de bronze au ski de fond 12,5 km
  - 9e au ski de fond 15 km

## Carrière politique
Depuis 2016, Mikhaïl Terentiev siège à la Douma (chambre basse du parlement russe) comme élu du parti pro-gouvernemental Russie unie,. 
Le 15 février 2022, Mikhaïl Terentiev fait partie des 351 députés de la Douma à voter en faveur de la résolution n°58243-8 demandant au président Vladimir Poutine de reconnaître diplomatiquement les républiques populaires de Donetsk et de Lougansk. À ce titre, il est sanctionné par l'Union européenne le 23 février 2022 (soit le surlendemain de l'acceptation de la demande de la Douma). Depuis cette date, il ne peut plus voyager dans l'UE, en recevoir de l'argent et ses avoirs potentiels y sont gelés.